# 酒生文弥
酒生 文弥（さこう ふみや、1956年〈昭和31年〉9月8日 - 福井市出身）は、日本の僧侶・思想家、エッセイスト、著作者、世界平和活動家。松下政経塾1期生、勝兵塾講師特待生。浄土真宗本願寺派僧侶、NPO免疫療法懇談会理事長、在日本ルーマニア商工会議所会頭、酒生倶楽部会長、ワールドトレーディング社長、アジア仏教クラブ座長。内外の政界・宗教界・実業界・文化人と幅広い縁を結び「人類の霊性の統合」による世界平和・仏陀AIが統御するAIR（AI IoT Robot）文明・「横死(殺される死)」のない世界を実現することへの貢献を使命とする。

## 来歴
福井市東郊の浄土真宗本願寺派酒生精舎浄福寺に長子として生まれる。同寺は753年（天平勝宝5年）創建の国分寺に由来し、酒生（さこう）は「左近」から転じた姓で、継体天皇左大臣職に因む一族である。
酒生幼稚園・酒生小学校・足羽第一中学校・藤島高校を経て、1980年（昭和55年）早稲田大学政治経済学部を卒業。
中高は地球科学部、大学では空手道誠心会に所属。
卒業時に創設された（財）松下政経塾に第一期生として入塾。松下幸之助に師事する。同期に野田佳彦（早大より）元総理・逢沢一郎衆議院議員・鈴木康友静岡県知事らがいる。
1982年（昭和57年）1月11日、京都大学法学部生で同大美術部長、「ビッグコミックスピリッツ」連載マンガ家であった弟信弥（のぶや、高坂正堯ゼミで山田宏参議院議員と同窓・親友）が自死。
政経塾2年の研修を終えて、龍谷大学大学院に転じ、初めて真剣に仏教と比較宗教を学ぶ。
同年11月、皇太子夫妻（現在の上皇・上皇后夫妻）の成婚記念事業第24回青年海外派遣事業（総理府）の渉外団員としてサウジアラビアに派遣され、イスラムを直接学ぶ。
帰国後、皇太子夫妻との報告懇親会に参加。同年夏より、熊谷太三郎参議院議員を介して自民党総裁予備選挙に出馬していた中川一郎衆議院議員と結縁。同議員に認められ、衆議院出馬を勧められ承諾するも、翌1983年（昭和58年）1月9日中川議員逝去。これを契機に政界とは距離を置く。
文部省奨学生として1984年（昭和59年）カリフォルニア大学大学院（サンタバーバラ校）、国際ロータリー財団奨学生として1986年（昭和61年）ニュージャージー州立ラトガース大学大学院へ留学。
1987年（昭和62年）龍谷大学大学院博士課程単位満了依願退科。「宗教の統一理解」を完成させる。
龍谷大学非常勤講師（平和学）となる。
この間、学資と生計は代々木ゼミナール英語講師として賄った。
1989年（平成元年）4月27日松下幸之助往生（光雲院釈真幸）の直後に厳正寺（大田区）の長女と見合い。11月結婚、乞われて同寺副住職として入婿、北條姓となる。武蔵野女子大学人間関係学部・中央大学総合政策学部で教鞭を取りつつ仏事に務める。
北條家の格式に馴染めず、2003年（平成15年）に協議離婚。同年ルーマニア人と再婚。同年より特定非営利法人免疫療法懇談会理事長に就任、今日に至る｡
ルーマニア政府の要請を受けて、2016年（平成28年）5月14日在日本ルーマニア商工会議所（RoCCIJa）を創設、会頭に就任、今日に至る。2015年（平成27年）4月より2020年（令和2年）3月まで新潟県上越市の真照寺住職。
2003年（平成15年）より、インターネット内に創建した光寿院（）住職を務め、2025年6月、光寿院(Luminous Lives)を文化庁認定宗教法人に申請中。
2024年3月30日、アジア仏教クラブ座長に就任し、ダライ・ラマ法王の正統性を護り、東アジアを仏教で再連携させる活動を行っている。同時に、世界連邦日本委員会仏教評議会常任理事に就任。

## 趣味・特技
音楽・映画・読書・社交を趣味とし、日英語の同時通訳・翻訳を特技とする。国連英検特A級・通訳案内士・英検1級（優秀賞）・TOEIC960など。　

## 内外での活動
松下政経塾在塾中は、国連事務総長を目指していた。1933年（昭和8年）、父方祖父母が本願寺派開教使として渡米、戦後米国に帰化したため、父方親族は全員日系アメリカ人である。現在は5世まで含め全米に数十家族のSakow一族がいる。またルーマニアにも親族がいる。したがって国際志向が強く、仕事や交流で30余ヵ国に渡航。
「宗教はもとひとつ、やがてひとつに」を信念に、CORMOS（現代における宗教の役割研究会）、WCRP（世界宗教平和会議）、ABCP（アジア仏教徒平和会議）などに日本代表として参加。
2014年よりアパホテル&リゾートグループの元谷外志雄代表に師事。元谷塾長の主宰する勝兵塾の講師・特待生として、「日本をめぐる真の近現代史を研究・顕彰・普及して、日本人に誇りを取り戻し日本を再興する」ために講演・言論・執筆活動をしている。
2021年、「酒生倶楽部」創設、ワールドトレーディング合同会社創設、2023年地方創生株式会社創設。勇者の会・環境防災コンシェルジュ・（株）アイアンガード・(株)未来サポートセンターの顧問就任。（株）タケハヤ取締役に就任。社会貢献活動の領域を大きく広めている。
現在は国連NGO・UPF（天宙平和連盟）平和大使としてソウル・台北・ニューヨーク・ウィーンなどで政治家・宗教家の国際平和会議に参加している。 
酒生文弥の仕事群:
1. 収益部門
酒生国際渉外事務所（SILO）（国際事務のリエゾニング、通翻訳、ビジネスオーガナイズ）
ワールドトレーディング合同会社社長（貿易・コンサル・IT）
Wide Digital 合同会社社長（電子商取引）
(株)タケハヤ取締役（映像製作）
(株)未来サポートセンター顧問
2. 公共奉仕部門
光寿院住職 （僧職60年）
在日本ルーマニア商工会議所会頭 
NPO免疫療法懇談会理事長
酒生倶楽部会長
勇者の会顧問（DV、ストーカー、虐待などの抑止）
IVEF顧問（食品業界国際交流）
アジア・インスティチュー卜上席研究員
3. 称号・資格
松下政経塾1期生
勝兵塾講師特待生
政治学士（早稲田大学）
文学修士・課程博士（龍谷大学大学院）
浄土真宗本願寺派・顕座（最高僧位）
国連NGO Admir-Igo 名誉日本大使 
国連NGO UPF 平和大使
4. 著作
『いのちのことこころのこと』よーそろ誌連載
『ロマンルーマニア紀行』サンケイ紙連載
『光と命の仲間』きらりとボランティア誌連載
『宗教を統合する！』ヒーロー出版、アマゾン
『宗教再構築』MJG社より出版予定